# Gorno
Gorno ist eine italienische Gemeinde (comune) in der Provinz Bergamo in der Region Lombardei mit 1476 Einwohnern (Stand 31. Dezember 2023).

## Geographie
Gorno liegt 25 km nordöstlich der Provinzhauptstadt Bergamo und 70 km nordöstlich der Metropole Mailand.
Die Nachbargemeinden sind Casnigo, Colzate, Oneta, Ponte Nossa und Premolo.

## Sehenswürdigkeiten
- Die Pfarrkirche San Martino ist mit zahlreichen wertvollen Kunstwerken ausgestattet. Sie wurde im 14. Jahrhundert erbaut. Im siebzehnten und im achtzehnten Jahrhundert folgten umfangreiche Restaurierungen.

- Das Santuario del Crocifisso

## Gemeindepartnerschaften
- Kalgoorlie-Boulder City,  (Western Australia), seit 2003